# 徽子女王
徽子女王（きし（よしこ）じょおう）は、平安時代中期の歌人。式部卿宮・重明親王の第1王女（醍醐天皇の皇孫）。母は藤原忠平の次女・寛子。朱雀天皇朝の伊勢斎宮、のち村上天皇女御。斎宮を退下の後に女御に召されたことから、斎宮女御（さいぐうのにょうご）と称され、また承香殿女御、式部卿の女御とも称された。三十六歌仙および女房三十六歌仙の1人。

## 略歴
承平6年（936年）9月12日、5月に急逝した斎宮・斉子内親王（醍醐天皇皇女）の後を受けて、8歳で伊勢斎宮に卜定される。承平7年（937年）7月13日、雅楽寮へ初斎院入り、同年9月27日、野宮へ遷る。天慶元年（938年）9月15日、10歳で伊勢へ群行。この時の群行の儀は朱雀天皇が物忌中のため、外祖父の摂政・藤原忠平が執り行い、また群行には長奉送使（斎宮を伊勢まで送り届ける勅使）として伯父の中納言・藤原師輔が同行した。天慶8年（945年）1月18日、母の死により17歳で退下、同年秋帰京。
天暦2年（948年）12月30日、叔父・村上天皇に請われて20歳で入内。天暦3年（949年）4月7日、女御の宣旨を受ける。局を承香殿としたことから「承香殿女御」、また父・重明親王の肩書から「式部卿の女御」などと称されたが、前斎宮であった故の「斎宮女御」の通称が最もよく知られている。皇子女は規子内親王（第4皇女）と皇子1人（早世）。
中宮・藤原安子、宣耀殿女御藤原芳子など美女才媛の多い後宮にあって徽子女王の父譲りの和歌と琴の天分は名高く、ことに七弦琴の名手であったといわれる。詠歌にも琴にまつわる秀歌が多く、また『大鏡』171段にも天皇と徽子女王の琴をめぐる逸話が語られており、『夜鶴庭訓抄』は斎宮女御が右手を琴を引く手として大切にし、普段は左の手を使ったと伝えている。その他、天暦10年（956年）に「斎宮女御徽子女王歌合」を、天徳3年（959年）に「斎宮女御徽子女王前栽合」を主催するなど、文雅豊かな村上天皇の時代に華を添えた。
康保4年（967年）に村上天皇が崩御、その後は一人娘の規子内親王と共に里第（内裏外の邸宅）で暮らす。天延3年（975年）、規子内親王が27歳で円融天皇の斎宮に選ばれると、翌貞元元年（976年）の初斎院入りに徽子女王も同行、同年冬の野宮歌合では有名な「松風入夜琴」の歌を詠む。そして貞元2年（977年）、円融天皇の制止を振り切って斎宮と共に伊勢へ下向し、前例のないこととして人々を驚かせた。（この時の逸話は後に『源氏物語』で六条御息所・秋好中宮親子のもとになったと言われる）
永観2年（984年）、円融天皇の譲位で規子内親王が斎宮を退下すると、翌寛和元年（985年）共に帰京するが、この頃既に徽子女王は病身であったらしく、同年薨じた。従四位上、享年57。

## 人物
「斎宮女御」の通称で知られる徽子女王は、前斎宮としては平城天皇妃・朝原内親王以来の皇妃であり、また母娘2代の斎宮となったのも酒人内親王、朝原内親王以来であった。しかし当時の後宮は中宮安子を始めとして摂関家出身の妃が多く、そんな中で徽子女王は高貴な出自でありながらも有力な後見を欠き、また頼りになる兄弟や皇子にも恵まれなかった。特に外祖父・藤原忠平と父・重明親王の死後は自身の病、また前斎宮という特異な身の上もあってか、なかなか参内せず里にこもりがちであったらしい。後に父の未亡人・藤原登子（中宮・安子の妹）が村上天皇に召されるという事件が起こったことも、徽子女王が後宮に落ち着かなかった一因であったろう。
一方で『栄花物語』は村上天皇が女御を「大層高貴で優雅な人」と恋しく思い、度々便りを使わしたと記している。事実、『村上御集』等に残る天皇と妃たちの相聞歌の中でも、入内前の求愛の歌を始め徽子女王と交わした詠歌は群を抜いて多い。長い里居の故でもあろうが、そのやりとりの睦まじさを見ても、徽子女王に対する天皇の寵愛が決して浅いものではなかったことが想像される。
村上天皇の崩御後は源順、大中臣能宣、平兼盛ら著名な歌人たちが徽子女王・規子内親王母娘の元に出入りして度々歌合せなどを催し、村上天皇朝の歌壇を引き継ぐ風雅のサロンとして評判を集めた。また一方で一品宮資子内親王や後の大斎院選子内親王（共に村上天皇皇女、母は中宮安子）、円融天皇中宮・藤原媓子等との交流も親しく、規子内親王と共に伊勢へ下向した後も折に触れてこまやかな便りを交わしている。
現在残る徽子女王の詠歌の多くは薨後に編纂された私家集『斎宮女御集』によるものであり、たおやかで優婉な調べは「いとあてになまめかしう」あったといい、斎宮女御その人の高雅な人柄を窺わせて趣深い。初出の『拾遺和歌集』を始めとする勅撰集にも数多く入集しており、歴代の中でも質量共に際立っている点において、後の賀茂斎院式子内親王と並ぶ双璧として名高い斎王歌人である。
なお、室町幕府第9代将軍足利義尚によって択ばれた『新百人一首』にも1首採用されているが、誤って恵子内親王の歌として採録されてしまっている。

## 代表歌
- 琴の音に峰の松風かよふらしいづれのをよりしらべそめけむ
- 世にふればまたも越えけり鈴鹿山むかしの今になるにやあるらむ
- 大淀の浦たつ波のかへらずは変はらぬ松の色を見ましや

## 歌仙絵の斎宮女御

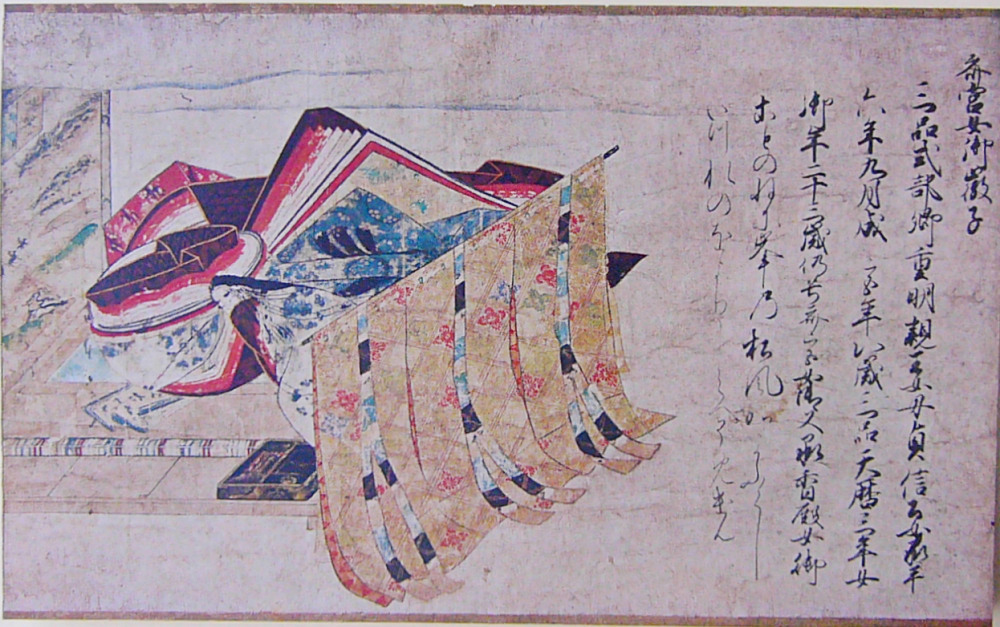
上畳本

三十六歌仙の中でも5人しかいない女流歌人の1人で、しかも唯一の皇族歌人である斎宮女御は、後の歌仙絵の中でも際立った存在感を示している。絵柄は数種の構図が知られており、高貴な身分を示す繧繝縁の畳に伏し美麗な几帳の陰に姿を隠したものが最も一般的である。現存最古の作品として名高い佐竹本三十六歌仙絵巻でも、束帯や華麗な十二単の正装に居住まいを正す歌仙が大半を占める中で、一人くつろいだ袿姿で慎ましく顔を伏せた斎宮女御は、いかにも深窓の姫君らしい気品漂う姿が華やかな色彩で美しく描かれている。なお、大正8年（1919年）にその佐竹本が切断・売却された際には、六歌仙の一でもある小野小町をも上回って斎宮女御に三十六歌仙中最高の価格が付けられたといわれ、益田孝の所有となった。

## 登場作品
- 『陰陽師0』- 2024年の映画。演：奈緒。